# Henry van de Velde
Henry Clemens van de Velde, belgijski slikar, arhitekt in oblikovalec notranje opreme, * 3. april 1863, Antwerpen, Belgija, † 25. oktober 1957, Oberägeri, Švica.
Skupaj z  Victorjem Horto in Paulom Hankarjem velja za enega glavnih ustanoviteljev in predstavnikov art nouveauja v Belgiji. Najpomembnejši del svoje kariere je preživel v Nemčiji in v začetku 20. stoletja odločilno vplival na nemško arhitekturo in oblikovanje.

## Zgodnja kariera
Rodil se je v Antwerpnu, kjer je študiral slikarstvo pri Charlesu Verlatu na znameniti Kraljevi akademiji za likovno umetnost v Antwerpnu. Nato je nadaljeval študij pri  Carolusu-Duranu v Parizu. Na mladega slikarja sta močno vplivala Paul Signac in Georges Seurat in kmalu je sprejel neoimpresionistični slog (pointilizem). Leta 1889 je postal član bruseljske umetniške skupine Les XX. Ko je Vincent van Gogh razstavljal nekaj del na letni razstavi te skupine, je van de Velde postal eden prvih umetnikov, na katere je vplival nizozemski slikar. V tem obdobju je razvil trajno prijateljstvo s slikarjem Théom van Rysselberghejem in kiparjem Constantinom Meunierjem.

## Art nouveau
Leta 1892 je opustil slikarstvo in se posvetil umetniškim dekoracijam in notranjemu oblikovanju (srebrna in zlatarska trgovina, porcelan in jedilni pribor, modno oblikovanje, preproge in tkanine). Njegova lastna hiša, Bloemenwerf v Ukklu, je bil njegov prvi poskus arhitekture, navdihnilo ga je britansko in ameriško gibanje umetnosti in obrti (Arts and Crafts). Zasnoval je tudi notranjost in pohištvo za vplivno umetniško galerijo L'Art Nouveau Samuela Binga v Parizu leta 1895. To je gibanju dalo ime art nouveau. V Bingovem  paviljonu je bilo na svetovni razstavi v Parizu 1900 razstavljeno tudi delo Van de Velda. Nanj sta močno vplivala John Ruskin in William Morris v angleškem  gibanju umetnosti in obrti, kot eden prvih arhitektov ali oblikovalcev pohištva pa je uporabil ukrivljene poteze v abstraktnem slogu. Bil je prvi proti kopiranju zgodovinskih slogov, odločno se je postavil za izvirno (t. i. novo) obliko, prepovedal banalnost in grdost.
Njegovo oblikovalsko delo je bilo v Nemčiji zelo znano zaradi objav v revijah, kot je Innen-Dekoration. Dobil je  naročila za notranje oblikovanje v Berlinu. Okoli preloma stoletja je zasnoval vilo Leuring na Nizozemskem in vilo Esche v Chemnitzu, dve deli, ki v arhitekturi predstavljata njegov slog art nouveauja. Projektiral je tudi notranjost muzeja Folkwang v Hagnu (danes muzej Karla Ernsta Osthausa) in Nietzschejevo hišo v Weimarju.
Leta 1899 se je naselil v Weimarju v Nemčiji, kjer je leta 1905 ustanovil Veliko vojvodsko šolo za umetnost in obrt skupaj z velikim vojvodom Weimarja. To je predhodnica Bauhausa, ki je po prvi svetovni vojni nadomestila šolo za umetnost in obrt pod novim direktorjem Walterjem Gropiusom, ki ga je za položaj predlagal Van de Velde.
Čeprav Belgijec, je imel Van de Velde pomembno vlogo pri nemškem združenju Werkbund (Nemška zveza dela), ki je bilo ustanovljeno za izboljšanje in uveljavljanje nemškega oblikovanja z vzpostavitvijo tesnih odnosov med industrijo in oblikovalci. Na srečanju leta 1914 je nasprotoval Hermanu Muthesiusu. Razprava je zaznamovala zgodovino sodobne arhitekture. Van de Velde je pozval k ohranjanju individualnosti umetnikov, medtem ko se je Hermann Muthesius zavzemal za poenotenje, ki naj bi bilo ključ za razvoj.
Med prvo svetovno vojno je bil Van de Velde kot tujec prisiljen zapustiti Weimar (čeprav je bil v dobrih odnosih z vlado Weimarja). Vrnil se je v svojo domovino, v Belgijo. Kasneje je živel v Švici in na Nizozemskem, kjer je oblikoval Kröller-Müllerjev muzej v Otterlu. Leta 1925 je bil imenovan za profesorja na Inštitutu za umetnostno zgodovino in arheologijo Univerze v Gentu, kjer je od leta 1926 do leta 1936 predaval arhitekturo in uporabno umetnost. Pomemben je bil pri ustanavljanju danes znane arhitekturne in likovne šole La Cambre v Bruslju leta 1926 pod imenom Institut supérieur des Arts décoratifs.
Nadaljeval je delo v  arhitekturi in oblikovanju, ki se je bistveno razlikovalo od art nouveauja, saj od leta 1910 ni bil več tako priljubljen. V tem obdobju je bil mentor velikemu belgijskemu arhitektu Victorju Bourgeoisu. Leta 1933 je dobil naročilo za oblikovanje nove stavbe, univerzitetne knjižnice (ugledni Knjižni stolp). Gradnja se je začela leta 1936, vendar delo ni bilo končano do konca druge svetovne vojne. Zaradi proračunskih razlogov morebitna konstrukcija ni v celoti ustrezala prvotnemu načrtu. Na primer tla v čitalnici so bila v marmorju namesto črni gumi Van de Veldeja. Sodeloval je tudi pri gradnji univerzitetne bolnišnice v Gentu.
Umrl je, star 94 let, v Zürichu.

## Dražbe in razstave
12. oktobra 2005 je bil čajnik, ki ga je zasnoval Van de Velde, na javni dražbi v dražbeni hiši Beaux-Arts v Bruslju prodan za 170.000 evrov, kar je bil enajstkratnik začetne ponudbe. To je čajnik z lesenim ročajem na ovalni podlagi in je izdelan iz posrebrene medenine. Na razstavi art nouveauja  in oblikovanja v bruseljskem muzeju v parku Cinquantenaire leta 2005 so po nesreči poškodovali čajni set Henrya van de Veldeja, dva kitajska pladnja in srebrno posodo. Stojalo s srebrno svečo je ostalo nepoškodovano. Dela je Kaiser Wilhelm muzej začasno posodil muzeju Angewandte Kunst v Kölnu in zasebnemu zbiralcu.
Leidenschaft, Funktion und Schönheit: Henry Van de Velde in Sein Beitrag zur europäischen Moderne, muzej Neues Weimar, 24. marec–23. junij 2013.
Der Architekt Henry Van de Velde, Bauhaus Universität Weimar, 29. marec–12. maj 2013